# Okres Opole Lubelskie
Okres Opole Lubelskie (polsky Powiat opolski) je okres v polském Lublinském vojvodství. Rozlohu má 804,14 km² a v roce 2020 zde žilo 50 076 obyvatel. Sídlem správy okresu je město Opole Lubelskie.

## Gminy
Městsko-vesnické:
- Józefów nad Wisłą
- Opole Lubelskie
- Poniatowa

Vesnické:
- Chodel
- Karczmiska
- Łaziska
- Wilków

## Města
- Józefów nad Wisłą
- Opole Lubelskie
- Poniatowa

## Sousední okresy
| Růžice kompasu | Zwoleń | Puławy                | Lublin, Puławy  | Růžice kompasu |
| Růžice kompasu | Lipsko | Sever                 | Lublin          | Růžice kompasu |
| Růžice kompasu | Lipsko | Okres Opole Lubelskie | Lublin          | Růžice kompasu |
| Růžice kompasu | Lipsko | Jih                   | Lublin          | Růžice kompasu |
| Růžice kompasu | Opatów | Kraśnik               | Kraśnik, Lublin | Růžice kompasu |